# Francesco Barbella
Francesco Barbella  (* um 1692 in Neapel; † 1732 ebenda) war ein italienischer Violinist und Komponist.

## Leben
Francesco Barbella war ein Schüler von Gian Carlo Cailò. Nach seiner Ausbildung wurde er Dozent für Streichinstrumente am „Conservatorio di Santa Maria di Loreto“ in Neapel. Hinweise auf sein Wirken finden sich, vor allem durch seine Tätigkeit als Lehrer am Conservatorio, in den Lebensläufen seiner Schüler. Dies waren unter anderem sein Sohn Emanuele Barbella sowie Pasquale Anfossi, Nicola Fiorenza oder Davide Perez.
Zu seinen Werken zählen zwei Sonaten für Blockflöte und Streicher aus einer neapolitanischen Sammelhandschrift, Sonaten für Violine und B. c. und ein Concertino a 4 für 3 Violinen und B. c.